# Seekonk
Seekonk és un poble dels Estats Units d'Amèrica a l'estat de Massachusetts.

## Demografia
Segons el cens del 2000 Seekonk tenia 13.425 habitants, 4.843 habitatges, i 3.874 famílies. La densitat de població era de 282,9 habitants/km².
Dels 4.843 habitatges en un 35,7% hi vivien nens de menys de 18 anys, en un 67,6% hi vivien parelles casades, en un 9,5% dones solteres, i en un 20% no eren unitats familiars. En el 16,8% dels habitatges hi vivien persones soles el 8,8% de les quals corresponia a persones de 65 anys o més que vivien soles. El nombre mitjà de persones vivint en cada habitatge era de 2,77 i el nombre mitjà de persones que vivien en cada família era de 3,12.
Per edats la població es repartia de la següent manera: un 25,3% tenia menys de 18 anys, un 6,1% entre 18 i 24, un 28,7% entre 25 i 44, un 26,4% de 45 a 60 i un 13,5% 65 anys o més.
L'edat mediana era de 40 anys. Per cada 100 dones de 18 o més anys hi havia 92,6 homes.
La renda mediana per habitatge era de 56.364 $ i la renda mediana per família de 62.361$. Els homes tenien una renda mediana de 42.404 $ mentre que les dones 29.782$. La renda per capita de la població era de 24.058$. Entorn de l'1,7% de les famílies i el 2,4% de la població estaven per davall del llindar de pobresa.